# Dersou Ouzala (film, 1961)
Pour les articles homonymes, voir Dersou Ouzala.
Pour plus de détails, voir Fiche technique et Distribution.
Dersou Ouzala (en russe : Дерсу Узала) est un film soviétique réalisé par Agassi Babaïan (en) en 1961. C'est la première adaptation du livre autobiographique éponyme de Vladimir Arseniev, publié en 1921.

## Fiche technique
- Titre original : Dersu Uzala, (Дерсу Узала)
- Titre : Dersou Ouzala
- Réalisation : Agassi Babaïan (en)
- Scénario : Igor Bolgarine (ru), d'après deux livres de voyage de Vladimir Arseniev
- Musique : Merab Partskhaladzé (ru)
- Directeurs de la photographie : Anatoli Kaznine
- Sociétés de production : Mosnaoutchfilm
- Pays :  Union soviétique
- Genre : film d'aventure
- Langue : russe
- Format : Couleur - 70 mm
- Durée : 86 minutes
- Date de sortie : 1961

## Distribution
- Kassym Djakibaev (ru) : Dersou Ouzala
- Adolf Chestakov (ru) : Vladimir Arseniev
- Nikolaï Gladkov : cosaque Tourtyguine
- Lev Lobov : cosaque
- Aleksandr Baranov : militaire
- Spiridon Grigoriev : militaire
- Mikhaïl Medvedev : militaire
- Nikolaï Khriachtchikov : guide de l'expédition
- Piotr Liubechkine : le barbu